# Henschel Typ Döring & Lehrmann
Die Tenderlokomotiven der Bauart Döring & Lehrmann waren von Henschel in Kassel hergestellte Industrielokomotiven der Bauart B n2t für die Spurweite 900 mm. Es wurden von 1915 bis 1923 insgesamt 108 Lokomotiven hergestellt, die im Braunkohlebergbau eingesetzt wurden, darunter dem Helmstedter Braunkohlerevier, dem Rheinischen Braunkohlerevier und dem Mitteldeutschen Braunkohlerevier.
Die Lokomotiven wurden bis Ende der 1950er Jahre ausgemustert. Die 1918 mit der Fabriknummer 15935 an die Anhaltischen Kohlenwerke gelieferte Lokomotive befindet sich im Museum der Brikettfabrik Herrmannschacht.

## Geschichte
Sieben Lokomotiven wurden von Henschel zuerst an die Döring & Lehrmann AG geliefert und erhielten dadurch den Typnamen. Die Lokomotiven waren für viele Betriebe im Braunkohlebergbau ein ideales Beförderungsmittel für den Abraumbetrieb.

### Anhaltische Kohlenwerke
Zehn Fahrzeuge wurden an die Anhaltischen Kohlenwerke für die verschiedenen Gruben geliefert. Die Lokomotiven versahen ihren Dienst im Abraumbetrieb in den Tagebauen, bis sie auf Grund der steigenden Förderung durch leistungsstärkere Maschinen oder Elektrolokomotiven abgelöst wurden. Betrieben wurden sie etwa bis Mitte der 1950er Jahre. Von zwei Lokomotiven sind Daten bekannt:
- die Lokomotive mit der Fabriknummer 15935 wurde 1918 an die Grube Elisabeth im Geiseltal geliefert und gelangte später zu der Grube Otto-Scharf. Nach der Ausmusterung dort 1954 versah sie Heizlokdienste im Industriekraftwerk Deuben und ist heute Bestandteil im Museum Brikettfabrik Herrmannschacht.
- eine zweite Lokomotive mit der Fabriknummer 17878 war bis Mitte der 1950er Jahre im Einsatz. 1956 bekam sie eine Hauptausbesserung im Reichsbahnausbesserungswerk Engelsdorf.[1]

### Helmstedter Braunkohlerevier
Zehn Lokomotiven kamen in den Bereich des Helmstedter Braunkohlereviers und wurden für den Abraumbetrieb bzw. für sonstige Dienste auf Strossengleisen eingesetzt. Diese Lokomotiven erhielten die Betriebsnummern BKB 109 und 112–120 erhielten, sie wurden bis Mitte der 1950er Jahre ausgemustert. Die BKB 117 wurde als letzte bekannte Lok 1961 ausgemustert.

### Rheinisches Braunkohlenrevier
23 Lokomotiven wurden ab 1915 in das Rheinische Braunkohlerevier geliefert und waren bei verschiedenen Gesellschaften für den Abraumbetrieb, den Rangierbetrieb und sonstige Arbeiten im Bereich der Strossengleise im Einsatz. Fünf Lokomotiven erhielten eine Nummerierung von Rheinbraun mit den Nummern 007, 016, 019, 029, 030. Bei der Gründung von Rheinbraun 1960 waren jedoch alle Lokomotiven bereits ausgemustert.

### Tagebau Borna/Ost
Der Tagebau Borna-Ost/Bockwitz und die angrenzenden kleineren Betriebe wurden entweder direkt beliefert oder erhielten ihre Lokomotiven durch Umstationierungen von Döring & Lehrmann. 1943 wurden noch zwölf Lokomotiven in den Einsatzlisten aufgeführt. Über Einsätze nach dem Zweiten Weltkrieg ist im Tagebau Neukirchen-Wyhra die Lokomotive mit der Bezeichnung des DDR-Bergbaubezeichnungssystems 82-2-22 (Henschel Fabriknummer 15222) bekannt, die in den 1950er Jahren dort noch im Einsatz war. Die Lokomotiven sind Ende der 1950er Jahre durch den Einsatz von Elektro- bzw. Diesellokomotiven ersetzt worden.

## Konstruktion
Die Lokomotiven galten bei Henschel als Regelbauart und waren in der einfachsten Ausführung Tenderlokomotiven mit zwei angetriebenen Achsen. Sie besitzen einen Blechrahmen, der im Bereich der Achsen und der Pufferbohlen mit Querversteifungen versehen wurde und als Wasserkastenrahmen ausgeführt war. In ihm waren die beiden Radsätze gelagert, von denen die hintere Achse Treibachse war und die in ihrem Durchmesser zwischen 780 mm und 800 mm schwankten. Die Radsätze hatten einfache Federung mit Blattfedern, die oberhalb der Achslager angeordnet waren.
Der Kessel wurde mit zwei Schüssen gebaut und besaß Heizrohre aus Stahl und eine Kupfer-Feuerbüchse mit Aufdornstehbolzen. Auf Kundenwunsch konnte eine stählerne Feuerbüchse eingebaut werden, die besonders bei schwefelhaltiger Kohle von Vorteil war. Auf dem ersten Kesselschuss saß der Dampfdom und auf dem zweiten Schuss der Sandkasten, von ihm konnte die erste Achse von vorn und die zweite von hinten gesandet werden. Die Steuerung wurde mit einem kleinen Hebel bedient. Der Kessel war mit den Zubehörteilen versehen, die den Vorschriften für Landdampfkessel entsprachen.
Zusätzlich zu dem Wasserkastenrahmen besaßen die Lokomotiven seitliche Kästen für die Betriebsstoffe. Sie waren im Bereich der Steuerung mit Ausschnitten versehen, um die Aufwerfhebel und die Federung zu warten. Standardmäßig besaßen die Lokomotiven lediglich eine Wurfhebelbremse, gegen Aufpreis konnte eine Dampfbremse oder eine Druckluftbremse eingebaut werden. Die Räder wurden einseitig von vorn abgebremst.